# Paul London
Paul Michael London (nascido a 16 de Abril de 1980 em Austin, Texas) é um lutador profissional estadunidense que trabalhou para a WWE. Depois de ser treinado no Texas Wrestling Academy, London começou a competir para a Ring of Honor (ROH), que apesar de nunca ter ganho um título, começou muito popular entre os fãs devido a seus movimentos ofensivos de alto risco. Ele competiu mais tarde para a Total Nonstop Action Wrestling (TNA), Pro Wrestling Zero-One, e várias promoções independentes, ganhando inúmeros títulos e também o Torneio ECWA Super 8 em 2003.
London fez sua estréia na WWE no final de 2003, e imediatamente começou a fazer dupla com o também cruiserweight, Spanky (Brian Kendrick). Após Kendrick deixar a WWE, London formou uma tag team com Billy Kidman e, juntos, eles ganharam o WWE Tag Team Championship. Depois de se separarem, London começou a competir na divisão cruiserweight, e ganhou o WWE Cruiserweight Championship. No final de 2006, Kendrick retornou, e os dois voltaram a fazer dupla. London e Kendrick eram acompanhados, pela ex-WWE Diva, Ashley Massaro. A separação aconteceu quando Kendrick foi sorteado para a SmackDown em Junho de 2008, e London foi demitido mais tarde nesse ano. Em 2009, ele retornou ao circuito independente, competindo pela Pro Wrestling Guerrilla, onde atualmente é PWG World Tag Team Champion com seu parceiro El Generico sob o nome do time ¡Peligro abejas!.

## Carreira
London nasceu em Austin, Texas, onde ele estudou na Westlake High School. Ele ajudou a criar a primeira equipe de wrestling da escola, onde ele era o capitão, e ainda detém o recorde da vitória mais rápida com o tempo de 7,4 segundos. Depois de se graduar, London foi treinado em diversas escolas de wrestling, algumas que nem sequer tinha um ringue de luta como em West Memphis, Arkansas e uma escola dirigida por Ivan Putski no norte de Austin, Texas. Ele fez sua estreia no circuito independente em 7 de abril de 2000, após sua estreia, ele competiu em promoções durante todo Texas. Foi lá que ele conheceu o treinador chefe da Texas Wrestling Academy, Rudy Gonzales, e se matriculou em sua escola para a formação contínua. Em agosto de 2000, London foi para a Southwest Texas State University, onde estudou teatro.

### ROH e TNA
London competiu em várias promoções, incluindo a NWA Southwest Texas e a Extreme Wrestling. Ele fez sua estreia na Ring of Honor (ROH) em 30 de março de 2002, lutando contra Chris Marvel. Começou uma feud com Michael Shane durante uma tag team match, valendo um contrato com a ROH em 27 de julho de 2002. Durante a luta, tanto Shane quanto London fizeram pinfalls simultâneos sobre os seus adversários. Em um desses pinfalls, o árbitro contou apenas o de Shane, dando a vitória a ele e seu parceiro, o que levou London e Shane a brigarem. Os dois continuaram a feud nos próximos meses em várias lutas como uma Street Fight Match (onde a multidão gritava "por favor, não morra" devido aos ataques de alto risco de Paul London ), e também um Triple Threat Match e uma Gauntlet Match.
Em 7 de dezembro de 2002, London ganhou um torneio conseguindo o ROH Number One Contender's Trophy, garantindo uma luta valendo o ROH Championship. Ele perdeu a luta, três semanas depois para Xavier, o então campeão. Em 8 de fevereiro de 2003, London competiu em uma Triple Threat Number One Contender's Trophy, fazendo o pin em AJ Styles, conseguindo a vitória. Após a luta, Xavier apareceu e disse que eles se enfrentariam agora. London mais uma vez perdeu para o campeão. A ultima luta de London na ROH, foi valendo o título contra Samoa Joe em 19 de julho de 2003, em que ele perdeu.
Durante sua passagem na ROH, London fez uma breve aparição na promoção japonesa Pro Wrestling Zero-One (zero1) e na Total Nonstop Action Wrestling (TNA). London competiu para zero1 por vários meses, com início em Janeiro de 2003, antes de conseguir um contrato. London foi contactado pela TNA depois do show de aniversário de um ano da ROH, e disse que eles estavam interessados nele para fazer algumas lutas teste. Em 12 de fevereiro de 2003 ele fez a sua estreia na TNA numa Gauntlet Match contra Jerry Lynn, em que ele perdeu. London competiu principalmente na X Division, ganhando até mesmo uma oportunidade de ganhar o NWA TNA X Division Championship. Sua última aparição na TNA foi em 18 de junho de 2003 no show de aniversário da TNA. Ele lutou contra o X Division Champion Chris Sabin valendo o título, perdendo devido à interferência de CM Punk. London, disse que via sua passagem na TNA como muito boa pra ele, mas que não queria ficar por muito tempo.

## SmackDown (2003-2007)
London assinou com a WWE (WWE) em meados de 2003, lutando em Dark Matches antes de ser enviado ao território de desenvolvimento da empresa, Ohio Valley Wrestling, em 30 de Agosto. London fez e sua estreia na televisão no SmackDown perdendo para Brock Lesnar em um luta pelo WWE Championship em 9 de outubro. Após o combate, Lesnar continuou atacando London, até que Spanky (Brian Kendrick) apareceu para ajudá-lo. Então os dois passaram a ser uma tag team. Spanky deixou a empresa em janeiro de 2004. London começou então uma tag team com Billy Kidman em 29 de janeiro de 2004. Em 8 de julho, num episódio da SmackDown, a dupla ganhou o WWE Tag Team Championship contra os Dudley Boyz. Eles defenderam o título contra o Dudleys em várias ocasiões, antes de perderem para René Duprée e Suzuki Kenzo em 9 de setembro, depois de Kidman abandonar London. Isso causou um desentendimento entre os dois, que culminou numa luta no PPV No Mercy, onde Kidman derrotou London, com um Shooting Star Press. Após a luta, London começou a sangrar pela boca e ia saindo de maca quando Kidman puxou de volta para o ringue com a maca para aplicar mais um Shooting Star Press ferindo mais ainda London. Após isso, London fez uma cirurgia e fico de fora por alguns meses. London retornou em 25 de novembro.
Em 10 de março de 2005, London se tornou o Number One Contender pelo WWE Cruiserweight Championship, que tinha como campeão, Chavo Guerrero, ganhando o título mais tarde, numa Battle Royal Cruiserweight. Guerrero desafiou London pelo título no Judgment Day, onde London saiu vitorioso. Numa outra luta valendo o título contra Guerrero em 23 de junho, os Mexicools invadiram o ringue, atacando London e Guerrero. Em 14 de Julho num episódio da SmackDown, London junto com Scotty 2 Hotty e Funaki enfrentou os Mexicools. No final da luta Juventud executou o 450º Splash em London conseguindo a vitória. Mas ao executar o golpe, Juventud acertou seu joelho no rosto de London. London perdeu o título em 4 de agosto numa edição da Velocity, perdendo para Nunzio. Mais tarde, na mesma noite, London fez uma promo heel incentivando os torcedores a protestar contra a perda de seu título. London, então, teve uma sequência de derrotas até retornar como face voltando a fazer tag com Brian Kendrick, que tinha retornado.
Em 16 de dezembro numa edição da Velocity, London e Kendrick mudaram o visual usando e coletes e shorts. Em 7 de abril de 2006 numa edição da SmackDown, London e Kendrick derrotaram os WWE Tag Team Champions MNM(Johnny Nitro e Joey Mercury) em um luta sem valer os títulos. Eles continuaram a sua série de vitórias sobre os campeões, incluindo singles matches com vitórias para ambos. London e Kendrick venceram o WWE Tag Team Championship no Judgment Day, assim, completando seis vitórias sobre a MNM. Em 11 de Agosto, KC James e Idol Stevens derrotaram os campeões, mas sem os títulos em jogo, iniciando uma feud entre as duas duplas. Durante a rivalidade, a WWE Diva Ashley Massaro começou a acompanhar London e Kendrick no ringue. Em 14 de outubro London e Kendrick completaram o mais longo reinado de WWE Tag Team Champions de todos os tempos, superando o recorde anterior MNM de 145 dias. Porém, logo começou uma série de derrotas para William Regal e Dave Taylor. Regal derrotou os dois em lutas individuais, e em 8 de dezembro numa edição do SmackDown, Kendrick e London perderam uma tag team match para o Regal e Taylor. No PPV Armageddon, London e Kendrick mantiveram os títulos contra Regal e Taylor, MNM e The Hardys numa Fatal Four Way Ladder Match Tag Team. Em 12 de janeiro de 2007 numa edição do SmackDown London e Kendrick mais uma vez mantiveram os títulos contra Regal e Taylor.
Em 2 de fevereiro de 2007, London e Kendrick perderam para a tag estreante Deuce e Domino, numa luta sem valer os cinturões. Porém, eles foram capazes de defender com sucesso o título no No Way Out. London e Kendrick perderam os títulos para Deuce n 'Domino em 20 de abril numa edição do SmackDown, terminando o reinado em 331 dias (Smackdown foi gravada em 17 de abril). Durante luta, London errou um Moonsault, lesionando as costelas(kayfabe), deixando Kendrick sozinho para a luta contra Deuce n 'Domino. London retornou em 11 de maio numa edição do SmackDown, derrotando Domino numa single match. London e Kendrick lutaram pelo título em 1 de junho em uma Triple Threat Tag, que também envolveu Regal e Taylor, mas não venceram. Tiveram uma revanche em 15 de junho, mas também perderam.

## Raw (2007 e 2008)
Numa edição da Raw no dia 17 de junho de 2007, London, juntamente com Kendrick, foi sorteado para a Raw, durante o Draft Suplementar. Eles ganharam em sua estreia na Raw contra The World's Greatest Tag Team em 18 de junho. Em 3 de setembro, eles se tornaram Number One Contenders pelo World Tag Team Championship. Em um house show na África do Sul em 5 de setembro, London e Kendrick derrotaram Cade e Murdoch para ganhar o World Tag Team Title, mas perderam em uma revanche, três dias depois. No final de 2007, London ficou inativo devido a uma lesão no pé. Em 4 de fevereiro de 2008 numa edição da Raw, London retornou à ação em um luta com Kendrick contra Carlito e Santino Marella. Em 17 de Março, London e Kendrick enfrentaram Umaga num combate handicap. Durante a luta, Kendrick saiu e deixou London sofrer o pin e perder. No entanto, eles continuaram como tag.
A tag chegou ao fim quando Kendrick foi sorteado para a SmackDown como parte da WWE Supplemental Draft 2008.
London foi liberado de seu contrato com a WWE em 7 de novembro de 2008.

### Circuito Independente (2009-presente)
London fez o seu regresso ao circuito independente, lutando pela Pro Wrestling Guerrilla (PWG) estreando em 21 de fevereiro de 2009. Ele lutou em uma luta Six Man Tag Team Match onde ele e os Bucks Young (Nick e Matt Jackson) derrotaram a Dynasty (Joey Ryan, Scott e Perdidos Karl Anderson). Desde então, ele formou uma aliança com Bryan Danielson e Roderick Strong, conhecida como "Hybrid Golfinhos". London fez a sua estreia na Big Time Wrestling em 28 de fevereiro, derrotando o campeão Jason BTW Styles por desqualificação. No evento, ele também estreou uma nova gimmick, descrito como "uma mistura nerd da banda Devo da década de 1970 e um nerd cadete da Força Aérea).
Em 13 de novembro de 2009 London derrotou Jason Blade para ganhar o Northeast Wrestling Championship. Em 30 de janeiro de 2010, London voltou a formar tag com com Brian Kendrick na PWG e, juntos, os dois derrotaram os PWG World Tag Team Champions Generation Me em uma luta sem valer os títulos.
Em 26 de março de 2010, London, fez sua estréia na Dragon Gate USA. em uma tag team match, onde ele e Jimmy Jacobs foram derrotados por Brian Kendrick e Moxley Jon. Após a luta, Kendrick e London voltaram a fazer tag novamente. Eles lutaram contra Jacobs Evans e Jack, e a dupla que perdesse, saía da empresa. Jacobs fez Kendrick dar tap out e assim ele foi forçado a deixar Dragon Gate USA. Após luta, London foi agredido por Teddy Hart.
Em 10 de abril de 2010, London derrotou El Generico. Em 9 de maio, os dois se uniram para formar um dupla, se apresentado como ¡Peligro abejas! E lutaram no anual DDT4 eight team tournament. Depois de derrotar "The Professional" Scott Lost e Chuck Taylor na primeira rodada e Jay Briscoe e Mark Briscoe nas semifinais, London e Generico, derrotaram os Young Bucks conquistando o PWG World Tag Team Championship
Em 10 de julho de 2010, London derrotou Joey Silvia em uma Two out of Three Falls, e assim se tornou o novo Pro Wrestling Xperience Heavyweight Champion. No final do ano, em 11 de dezembro de 2010, ¡Peligro Abejas! defendeu com sucesso o PWG World Tag Team Championship contra os ROH World Tag Team Champions The Kings of Wrestling (Chris Hero e Claudio Castagnoli).

### Vida Pessoal
London é meio mexicano, por causa de sua mãe. Ele também é bilíngue, fala inglês e espanhol. London tem dois irmãos mais velhos, Daniel e Jonathan. Em 1996, Daniel foi morto por um motorista bêbado, quando tinha dezanove anos. Atualmente Jonathan é um diretor de vídeos musicais. London já namorou ex-WWE Diva Ashley Massaro. Em setembro de 2010, London publicou um vídeo no YouTube sobre o WWE Superstar Matt Hardy, zombando e insultando-o. No dia seguinte, o vídeo foi excluído. As desavenças entre London e Hardy, pode estar relacionado ao fato de ambos terem namorado com Ashley Massaro em 2006.

## No wrestling
- Finishing and signature moves
  - 450° splash[2]
  - Legsweep DDT[4] – ROH
  - Shooting star press, sometimes while running or standing (WWE)[7] / London Calling[7] (ROH) / London Star Press[4] (ROH)
  - Waffle Face (Chickenwing facebuster)[4] – 2004–2005
  - Bridging fallaway slam  – 2002–2005
  - Diving crossbody
  - Dragon suplex – 2004–2005
  - Dropkick
  - Dropsault[2][4]
  - Inverted atomic drop Frankensteiner
  - Jumping heel kick enzuigiri[4]
  - Mushroom stomp[2]
  - Northern Lights suplex[4]
  - Somersault plancha[4]
  - Suicide dive
  - Superkick[4]
  - Tornado DDT[4]
- Managers
  - Ashley
- Nicknames
  - "The Excellence of Innovation"
- Tema de entrada
  - Born & Raised (Instrumental) – TNA
  - Redneck (Instrumental) – TNA
  - Rocker – WWE (com Billy Kidman)
  - Rocker (Remix) – WWE (com Billy Kidman)
  - Rocker (2nd Remix) – WWE (com Billy Kidman)
  - Rocker (3rd Remix) – WWE (com Billy Kidman)
  - Rocker (4th Remix) – WWE

## Campeonatos e prêmios
- East Coast Wrestling Association
  - ECWA Super 8 Tournament (2003)[8]
- Extreme Texas Wrestling

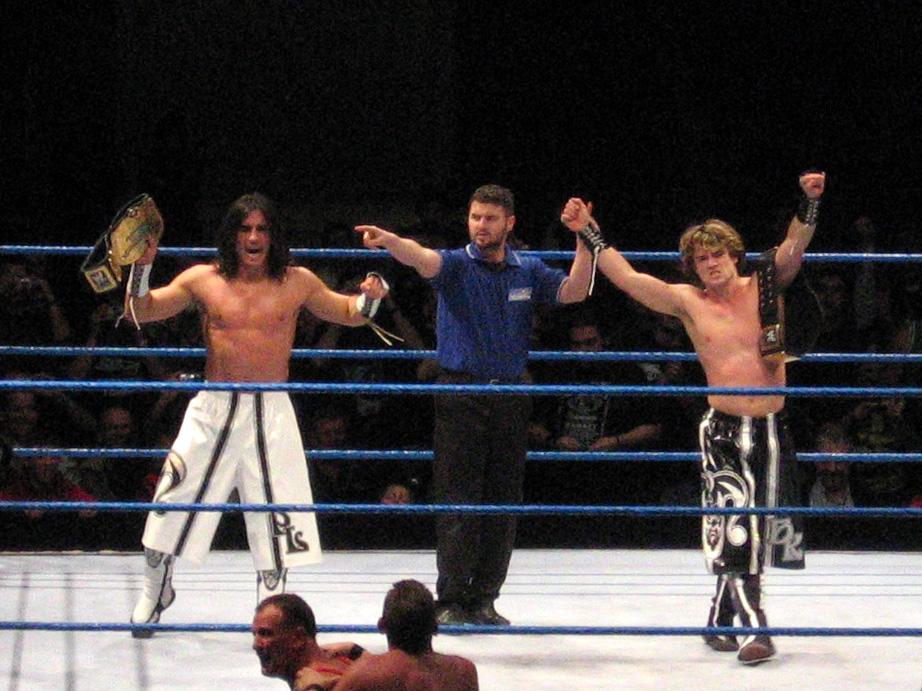
London e Kendrick como campeões do WWE Tag Team Champions.

  - ETW Television Championship (1 vez)
- Funking Conservatory
  - FC United States Championship (1 vez)
  - FC Television Championship (1 vez)
  - FC Hardcore Championship (1 vez)
  - FC Tag Team Championship (1 vez) – com Adam Windsor
- Northeast Wrestling
  - NEW Championship (1 vez)
- NWA Southwest
  - NWA Texas Television Championship (1 vez)
- Professional Championship Wrestling
  - PCW Television Championship (1 vez)
- Pro Wrestling Guerrilla
  - PWG World Tag Team Championship (1 vez) - com El Generico
  - Dynamite Duumvirate Tag Team Title Tournament (2010) - com El Generico
- Pro Wrestling Illustrated
  - Tag Team of the Year (2007) com Brian Kendrick[9]
  - PWI ranked him #36 of the top 500 singles lutadores no PWI 500 em 2005[10]
- Pro Wrestling Xperience
  - PWX Heavyweight Championship (1 vez, atual)
- WWE
  - WWE Cruiserweight Championship (1 vez)[11]
  - WWE Tag Team Championship (2 vezes) – com Billy Kidman (1)[12] e Brian Kendrick (1)
  - World Tag Team Championship (1 vez) – com Brian Kendrick[13]
- Wrestling Observer Newsletter awards
  - Most Underrated Lutador (2004)